# West Coast Air
West Coast Air — регіональна авіакомпанія Канади зі штаб-квартирою в місті Ванкувер (Британська Колумбія), виконує регулярні та чартерні пасажирські та вантажні перевезення на гідролітаках de Havilland Canada з центру Ванкувера і Міжнародного аеропорту Ванкувера в Нанаймо, Вікторію, Комокс, Саншайн-Кост і Вістлер.
Авіакомпанія також організовує польоти за популярним туристичним напрямками в провінції Британська Колумбія.

## Історія
До 2004 року підрозділ West Coast Air було дочірнім підприємством іншої канадської авіакомпанії Air BC. У 1998 році колишній пілот комерційних авіаліній Рік Бакстер став керуючим партнером компанії Air BC, а в 2004 році викупив підрозділ West Coast Air з подальшою реорганізацією в незалежну авіакомпанію.
У серпні 2006 року West Coast Air набула іншого регіонального перевізника Pacific Wings Airlines, істотно розширивши власну маршрутну мережу за рахунок маршрутів поглиненої авіакомпанії.
20 квітня 2007 року West Coast Air завершила процедуру злиття із ще однією авіакомпанією Baxter Aviation, при цьому повітряний флот перевізника виріс на дев'ять літаків de Havilland Canada DHC-2 Beaver, а штат співробітників збільшився до 150 осіб.

## Маршрутна мережа

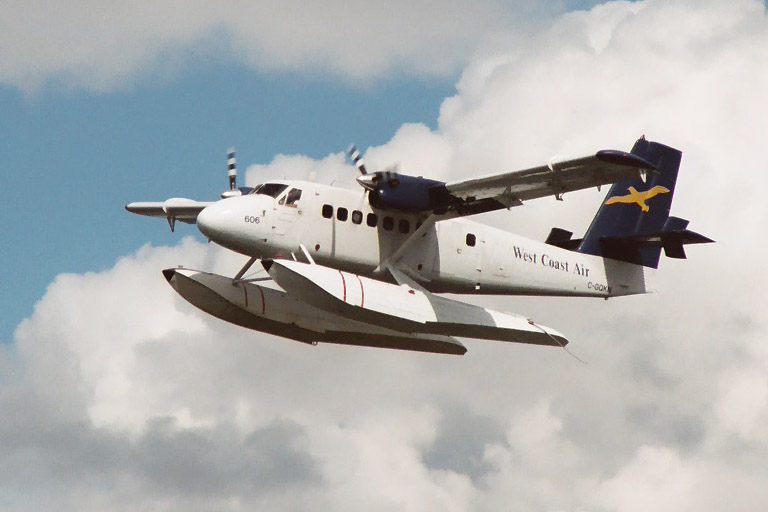
De Havilland Canada DHC-6 Twin Otter авіакомпанії Air West Coast

У лютому 2010 року маршрутна мережа авіакомпанії складалася з наступних пунктів призначення::
- Комокс
- Джервіс-Інлет
- Нанаймо — гідроаеропорт Нанаймо-Харбор
- Січлет
- Ванкувер — гідроаеропорт Ванкувер-Харбор
- Річмонд — Міжнародний гідроаеропорт Ванкувера
- Вікторія — Аеропорт Вікторія Іннер-Харбор
- Гідроаеропорт Вістлер/Грін-Лейк (щорічно з травня по вересень)

## Флот

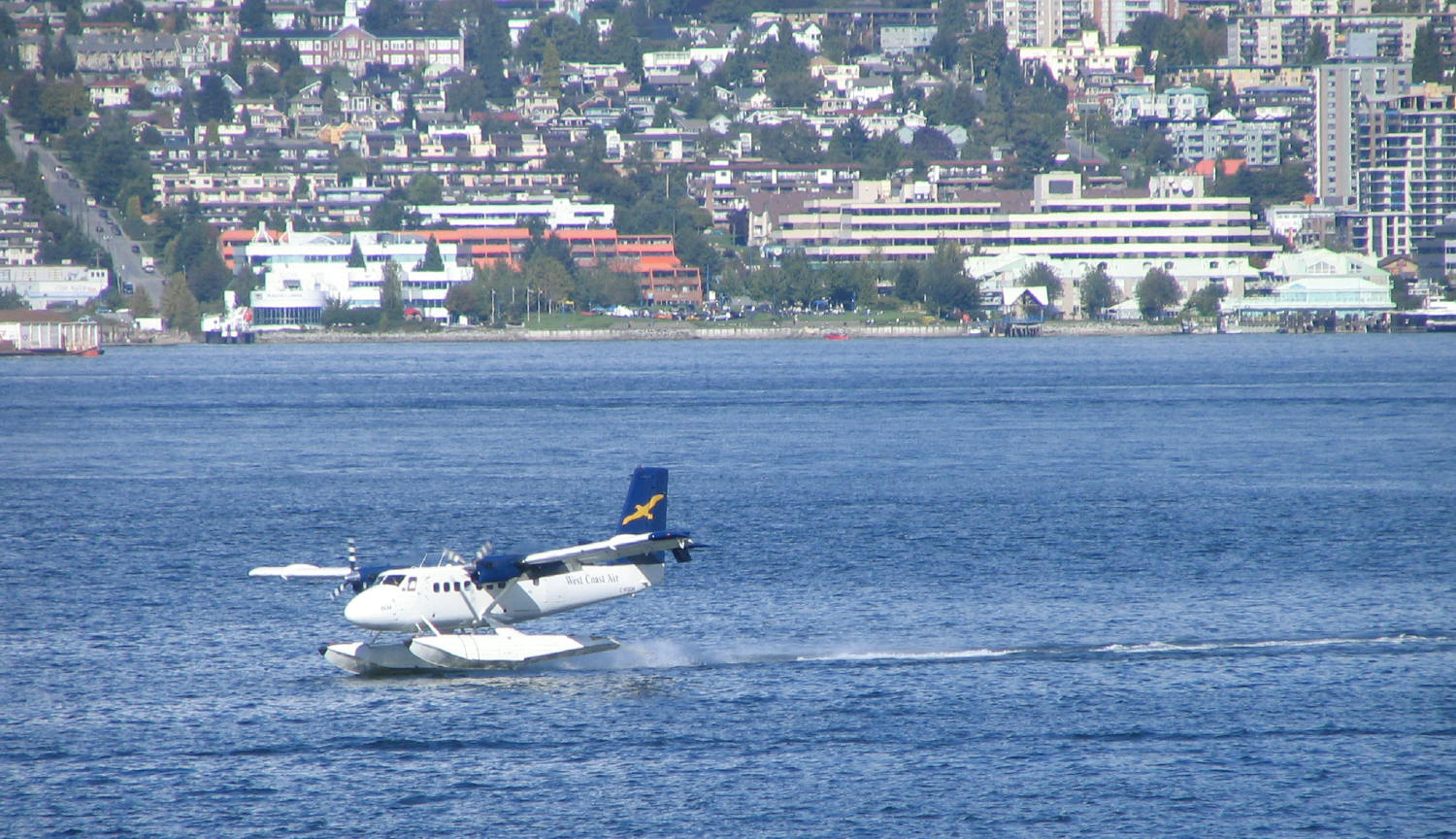
Гідролітак West Coast Air виконує посадку в Ванкувері

Станом на 30 листопада 2009 року повітряний флот авіакомпанії Air West Coast складався з 17 гідролітаків:

## Авіаподії і нещасні випадки
- 1 листопада 2000 року. При зльоті з Ванкувера на висоті від 15 до 30 метрів у літака de Havilland Canada DHC-6 Twin Otter на 25 секунд виключився другий двигун. Незважаючи на достатню для продовження польоту швидкість, гідролітак пішов носом і правим крилом вниз і впав на воду. На борту знаходилися два пілоти і 15 пасажирів, всі були щасливо евакуйовані рятувальною бригадою. Розслідувала інцидент канадська Комісія з безпеки на транспорті прийшла до висновку, що «...оскільки більшість чартерних та місцевих авіакомпаній використовують для підготовки пілотів власні літаки замість окремих тренажерів, більшість пов'язаних з високими ризиками ситуацій може бути змодельоване тільки на практичних заняттях та в результаті обговорення в класах». Керівництво авіакомпанії після даного інциденту зробило відповідні висновки і переглянуло власні навчально-тренувальні програми в бік підвищеної уваги до ситуацій, пов'язаних з втратою потужності двигунів літаків при русі на малих висотах і з низькою швидкістю польоту[3][4].